# Garlitz
Garlitz è una frazione del comune tedesco di Märkisch Luch, nel Brandeburgo.

## Storia
Il 31 dicembre 2002 il comune di Garlitz venne fuso con i comuni di Barnewitz, Buschow e Möthlow, formando il nuovo comune di Märkisch Luch.